# イリヤ・クレバノフ
イリヤ・イオシフォヴィチ・クレバノフ（ロシア語: Илья Иосифович Клеба́нов, ラテン文字転写: Ilya Iosifovich Klebanov, 1951年5月7日 - ）は、ロシアの政治家。2003年11月1日から2011年9月6日まで第3代北西連邦管区大統領全権代表。元副首相。
1974年カリーニン工科大学（現在のサンクトペテルブルク工科大学）を卒業する。大学で電気工学を学んだ後、レニングラード光学機械合同（LOMO）に勤務し、1997年支配人となった。
1997年サンクトペテルブルク市役所に入り、第一副市長（経済産業政策担当）となる。1998年ロシア連邦政府（ミハイル・カシヤノフ内閣）の副首相（軍事産業担当）に任命される。副首相として軍需産業企業の改革が最優先課題であった。業界の反発を買いながらも企業170社を削減した。2002年に副首相から産業・科学・技術相となるが、この人事は降格人事と見なされた。
2003年11月1日、サンクトペテルブルク市長に就任したワレンチナ・マトヴィエンコの後任として北西連邦管区大統領全権代表に任命される。クレバノフの北西連邦管区代表就任は、モスクワからサンクトペテルブルクへの首都機能移転を推進するものであると見る観測筋もあった。
2011年9月6日、ドミートリー・メドヴェージェフ大統領は、クレバノフを北西連邦管区大統領全権代表から解任した。解任にあたっては、他の公職に移るとの理由を発表した。同9月14日には、ロシア連邦安全保障会議からも外れた。10月、ロシアの船会社ソヴコムフロートの取締役会議長に就任した。

## 参考
- KLEBANOV, Ilya Iosifovich International Who's Who. accessed September 4, 2006.